# الفيمدوم
المرأة المهيمنة أو الفيمدوم (بالإنجليزية: Femdom)‏ هي كلمة إنجليزية الأصل وتعني المرأة المهيمنة على الرجل، حيث يكون الرجل هو العبد والتابع في العلاقة بينهما. وهي نوع من أنواع الفتيشية والسادية وحتى البي دي إس إم. تُحب المهيمنة أن تُسيطِر على كل شيء وأن ينصاع لها الرجل، كما تفضل أن تكون هي من يضع القوانين. من بين نقاط ضعف العبد أو الخادم هي أقدام المهيمنة؛ من أبرز صفات المهيمنة: نعومة أقدامها وحكمها الصارم ومظهرها الراقي وأسلوبها السادي.

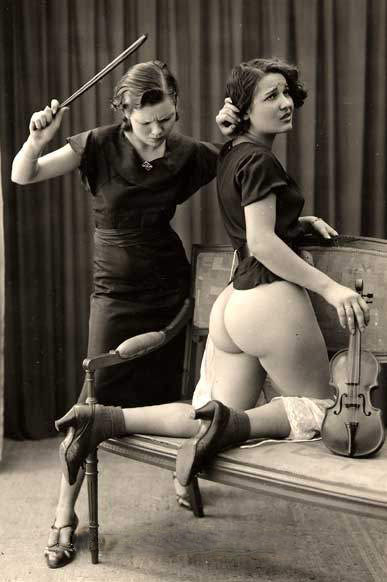
مشهد يُصور الفيمدوم النسوية في عام 1930. يظهر في الصورة المرأة المٌهيمنة -مُدرّسة موسيقى- وهي تضرب أرداف طالبتها بقوس الكمان.

## التاريخ
رُبما يعود تاريخ المرأة المهيمنة أو المسيطرة إلى طقوس الإلهة إنانا في بلاد ما بين النهرين القديمة. فقد عثر الباحثون على نصوص مسمارية قديمة تتكون من «تراتيل إنانا» التي ذكرت أمثلة عن سيدات يسيطرن على السلوك الجنسي للرجل من خلال إجبار الآلهات للرجال على الخضوع لهن. لاحظَ عالم الآثار والمؤرخ (آن نوميس) أن طقوس إنانا شملت خلع الملابس ثم التعبد للمرأة بألم والنشوة بهدف ارضائها كما تضمنت النصوص تلميحات حول العقاب، الأنين، النشوة، الرثاء بالإضافة إلى البكاء والحُزن.
يبدو أن فكرة الفيمدوم قد نشأت بوصفها تخصص من مختلف التخصصات داخل بيوت الدعارة قبل أن تصبح مهنة حرفية فريدة من نوعها. تم تسجيلا بعض الملاحظات التي تعود لعام 1590 والتي تتضمن إشارة إلى سيطرة المرأة خلال العملية الجنسية من أجل الشعور بالنشوة والتراخي.
في القرن الثامن عشر أعلنت سيدة تُدعى البتولا عن إعلانٍ لخدماتها في كتاب ضد كذلك مجموعة من المحاضرات والمسرحيات بعنوان «محاضرات مألوفة» (صدر عام 1761). تضمن الكتاب كذلك أسماء 57 من النساء والممثلات اللائي يعشقن الانضباط خلال الممارسة الجنسية كما يهتمن بالسيطرة.
ازدادت فكرة المرأة المسيطرة شهرة في القرن 19 -حسب المؤرخ آن نوميس- الذي سمّا هذا العصر بالعصر الذهبي. تم توثيق وجود 20 مؤسسة قبل عام 1840 تُسمى نفسها «بيوت الانضباط» وهي مشابهة تقريبًا لبيوت الدعارة إلا أنها تختلف حسب العرض الذي تُقدمه حيث تُركز في عملها على الممارسات الجنسية القاسية بما فيها سيطرة المرأة على الرجل لتصل إلى حد إهانته. من بين أشهر السيدات المهيمنات خلال هذه الفترة كانت السيدة تشالمرز، تيريزا بيركلي وبورغيس يورك. الأكثر شهرة كانت تيريزا بيركلي التي كانت تعمل في في شارع شارلوت وسط لندن وبالتحديد في حي ماريليبون. اشتهرت تيريزا كونها تُعد من بين أوائل المستخدمَات لمجموعة من الأدوات بما في ذلك السياط والقصب ثم العصي لتأديب ومعاقبة عملائها الذكور. صمّمت بيركلي كذلك آلة للجلد من أجل تعذيب عملائها وإرهاقهم حد الموت تقريبًا.
في منتصف القرن العشرين؛ كانَ سلوك المرأة المهيمنة مُهينًا نوعًا ما لذلك امتاز بالسرية وهذا تسبب في استحالة تعقب السجل التاريخي لهذا النوع من السلوكيات الجنسية. في الحقيقة هناك عدد قليل من الصور التي لا تزال موجودة والتي تُظهر هيمنة النساء في بعض «المدن المتفتحة» لا غير مثل لندن، نيويورك، لاهاي وهامبورغ. مُعظم هذه الصور هي بالأبيض والأسود قامت عدة مجلات بمسحها ونسخها وإعادة نسخها للحفاظ عليها. من بين تلك الصور هناك صور ملكة جمال لندن التي يُقال إنها قد مارست هذا السلوك السادي مع كبار السياسيين ورجال الأعمال في المملكة المتحدة. في نيويورك؛ هناك السيدة آن لورانس التي اشتهرت في عقد الخمسينيات رفقة مونيك فان كليف التي سيطرت على المجال في عقد الستينات؛ وزادت شهرتها عندما احتل اسمها عناوين الصحف الوطنية عقب مداهمة منزلها من شرطة المباحث في 22 كانون الأول/ديسمبر 1965. أعدت فون كليف «بيت من الألم» في لاهاي بحلول عام 1970 وأصبحت واحدة من رواد الفيمدوم في الولايات المتحدة وخارجها حيث تردد عليها عشرات الشخصيات من المحامين، السفراء، الدبلوماسيين والسياسيين. وخصوصا المصريين في ألمانيا ظهرت السيدة دومينيكا نياهوف التي نشطت في مدينة هامبورغ حيث ظهرت على البرامج الحوارية في التلفزيون الألماني ابتداء من عقد 1970 وناضلت من أجل حقوق العمال في ممارسة الجنس بأي طريقة.

## في العصر الحديث

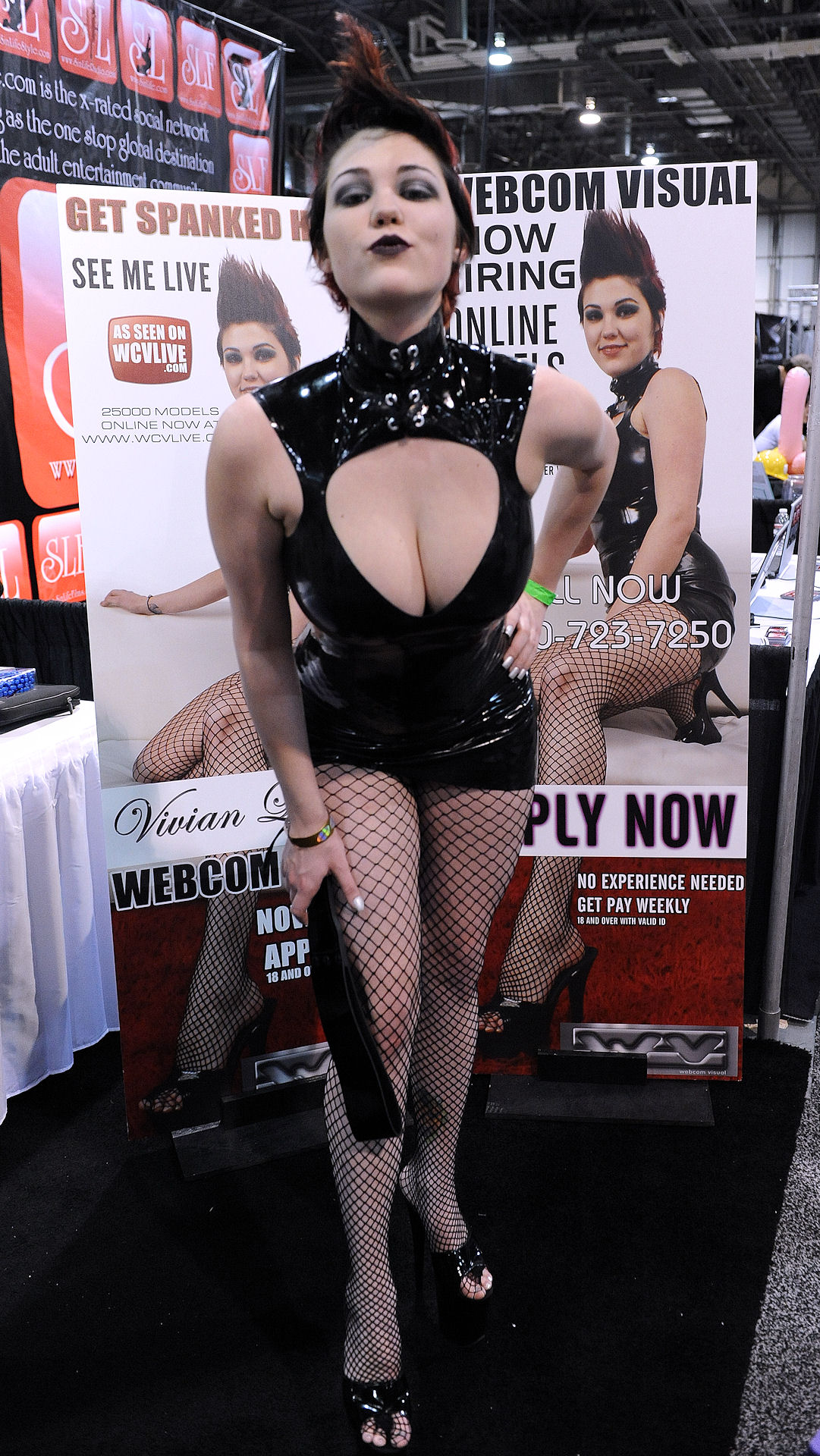
ممثلة إباحية ترتدي فستان لثئي مع سروال شبكي وكعب على شاكلة خنجر من أجل استعماله في الضرب خلال هيمنتها على الرجل.

يتميّز النمط البدائي للمرأة المهيمنة برمزية ترتبط بطريقة الملابس فضلاً عن الدعائم التي يتم رسمها في إطار الثقافة الشعبية للدلالة على دور السيدة القوي والمهيمن خلال عملية الجماع. ترتبط قضية الفيمدوم كذلك بالفتيشية الجنسية. خلال القرن العشرين تم تطوير وتصحيح الصورة النمطية حول هذا الموضوع من خلال أعمال عدد من الفنانين بما في ذلك المصور ومصمم الأزياء تشارلز جيوتي، الناشر والمخرج ايرفينغ كلاو والرسامين إريك ستانتون وبيلبراو اللذان رسما عددًا من الصور لصالح مجلة إكزوتيك (بالفرنسية: Exotique)‏.